# Melecta luctuosa
Melecta luctuosa ist eine Biene aus der Familie der Apidae. Die Art sieht Melecta festiva ähnlich.

## Merkmale
Die Bienen haben eine Körperlänge von 12 bis 14 Millimeter. Die Weibchen sind im Gesicht, am ersten Tergit, den Flecken am Thorax und dem zweiten bis vierten Tergit sowie den Schienen (Tibien) weiß behaart, ansonsten sind sie schwarz behaart. Die Pygidialplatte ist hinten nicht erweitert. Die Schienen der hinteren Beine sind weniger als die Hälfte weiß behaart. Die Männchen sehen den Weibchen ähnlich, auf den Schienen der mittleren Beine sind sie jedoch zu zwei Dritteln weiß, ansonsten unten schwarz behaart.

## Vorkommen und Lebensweise
Die Art ist in Süd- und Mitteleuropa verbreitet. Die Tiere fliegen von Anfang April bis Ende Juli. Die Art parasitiert hauptsächlich Anthophora aestivalis und auch Anthophora crinipes, Anthophora plagiata und Anthophora retusa als Kuckucksbiene.

## Belege
- Felix Amiet, M. Herrmann, A. Müller, R. Neumeyer: Fauna Helvetica 20: Apidae 5. Centre Suisse de Cartographie de la Faune, 2007, ISBN 978-2-88414-032-4.